# Vappu
Vappu (finnlandschwedisch: Vappen, der 1. Mai) ist in Finnland das Fest des Frühlings, der Studenten und der Arbeiter. Vappu ist ein gesetzlicher Feiertag. Der Termin und die damit verbundenen jahrhundertealten Traditionen stehen in der Tradition der Walpurgisnacht. Seine heutige politische Bedeutung entspricht dem deutschen Tag der Arbeit, die gesellschaftliche Bedeutung in Finnland geht darüber hinaus.
Vappu wird in Finnland seit dem Mittelalter gefeiert und hat sich seit 1870 zu einem großen Fest der Studenten entwickelt, von denen er besonders intensiv begangen wird. Finnische Studenten brachten diesen Brauch erstmals 1865 von der Universität Lund in Schweden nach Finnland. Seit den 1980er Jahren hat es sich eingebürgert, dass die Vertreter aller Parteien große politische Reden halten.

## Allgemeine Traditionen an Vappu

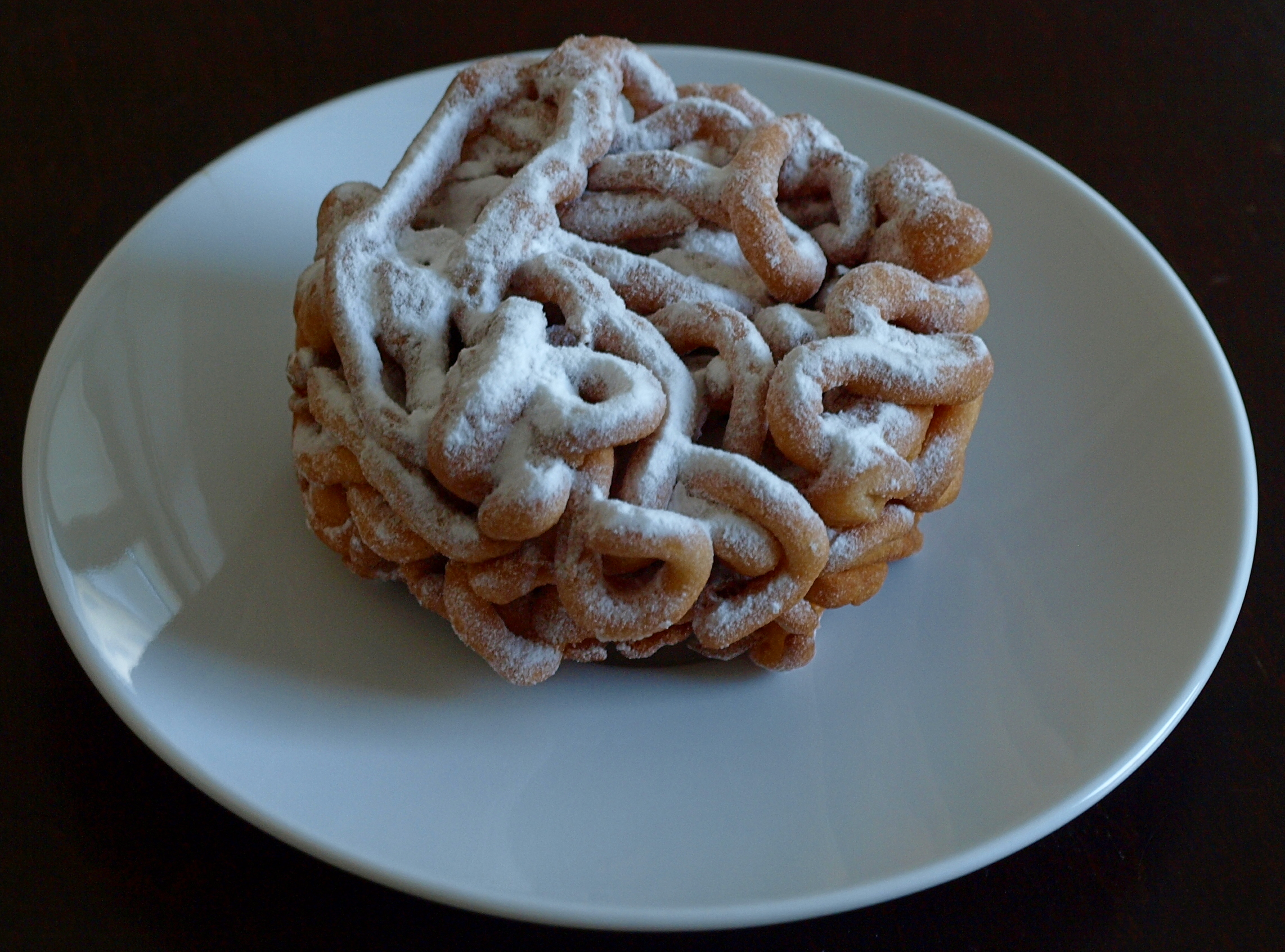
Tippaleipä

Die Städte sind am Vorabend des 1. Mai (finnisch vapunaatto, schwedisch valborg) und am Vappu-Tag fest in der Hand der Studenten. Aber auch alle Nichtstudenten, die einmal Abitur gemacht haben, tragen an diesem Tag ihre weiße Studentenmütze.
Viele Menschen feiern Vappu auf den Straßen der großen Städte oder mit ausgelassenen Partys im privaten Rahmen, idealerweise draußen. Familien kaufen ihren Kindern Luftballons. Die Feierlichkeiten beginnen am Abend des 30. April mit Partys oder auf den Plätzen der Städte und setzen sich an Vappu mit Picknicks in Parks fort. Für viele gehört der übermäßige Konsum alkoholischer Getränke untrennbar zu Vappu.
Das traditionelle Getränk an Vappu ist Sima, ein vergorenes Getränk, in dem Zitronen und Rosinen enthalten sind. Strauben (finnisch tippaleipä, schwedisch struva) und Krapfen gehören ebenso zu den heutigen kulinarischen Traditionen wie Würstchen mit Kartoffelsalat.
Die Bedeutung von Vappu als Tag der Arbeiter mit Märschen und politischen Reden ist seit Jahrzehnten rückläufig.

## Studentische Vapputraditionen
Vappu ist der „höchste Feiertag“ der Studenten an den technischen Universitäten. Obwohl auch alle anderen Studenten an diesem Tag feiern, sind mit dem Vappu der Ingenieursstudenten viele lokale Traditionen verbunden. Die meisten Studenten tragen an diesem Tag ihren Studentenoverall (finnisch haalari, schwedisch halare).
- In Helsinki beginnen die öffentlichen Vappufeierlichkeiten damit, dass die Statue Havis Amanda im Zentrum der Stadt am 30. April um 18 Uhr gewaschen wird und eine Studentenmütze aufgesetzt bekommt. Früher fand dies wie jetzt auch immer noch in Tampere um Mitternacht statt, wurde jedoch aus Sicherheitsgründen auf 18 Uhr verlegt. Tausende von Menschen verfolgen dieses Spektakel und trinken Sekt. Zum Vappu-Picknick finden sich am 1. Mai zigtausend Menschen im Park Kaivopuisto ein, wo auch Konzerte stattfinden.
- In Tampere werden am 1. Mai die neuen Studenten des vergangenen Jahres bei der Teekkarikaste (deutsch „Taufe zum Ingenieursstudenten“) im kalten Wasser der Stromschnelle Tammerkoski „getauft“. In der Nacht zuvor bekommt auch hier eine Statue eine Studentenmütze aufgesetzt. Des Weiteren findet ein Studentenmarsch statt.

Auch in Vaasa, Joensuu, Jyväskylä, Kuopio, Lahti, Lappeenranta, Oulu, Pori, Rovaniemi und Rauma bekommen Statuen die Studentenmütze aufgesetzt. „Taufen“ der neuen Studenten finden auch in Lappeenranta (hier über eine Wasserrutsche in den Saimaa-See), Oulu und Pori statt.